# Finlandssvenskt teckenspråk
Det finlandssvenska teckenspråket är ett teckenspråk som tecknas av runt 300 personer, varav cirka 90 har det som modersmål, främst i södra Finland och i svenska Österbotten. En stor del av dem är äldre (födda på 1950-talet). Dessa personer kommer framför allt från finlandssvenska släkter där svenska är talspråket och har därmed svenska som första skriftspråk.
Den första dövskolan i Finland grundades år 1846 av Carl Oscar Malm, som själv var döv. Sedan dövskolan i Borgå lades ner år 1993 är språkets framtid osäker. Många familjer med döva barn har emigrerat till Sverige på grund av beslutet. Språket anses som allvarligt hotat enligt Unescos kriterier.
Från och med 2015 har det finlandssvenska och finska teckenspråken varit skilda språk i Finlands lagstiftning, sedan den nya teckenspråkslagen antogs i riksdagen. Den vetenskapliga konsensusen har redan sedan 2005 varit att de två teckenspråken är skilda.
Föreningen Finlandssvenska Teckenspråkiga r.f. började sin verksamhet 2002.
År 2018 började tolkutbildningen i finlandssvenskt teckenspråk på HUMAK (Humanistisk yrkeshögskola).

## Skillnader och likheter med det svenska teckenspråket
Genom kontakter mellan svenska döva och finlandssvenska döva har det finlandssvenska teckenspråket lånat in många ord från det svenska teckenspråket. Den visuella ljudningen med ansiktsuttryck följer svenska språkets ljud. En viktig faktor är också att Carl Oscar Malm gick i skolan i Sverige och lärde sig det svenska teckenspråket.
Ursprungligen var bara finsk- och svensklektionerna i Malms skola separata. Alla andra klasser var desamma för alla elever oberoende av deras språkliga bakgrund.